# Climatologia a Catalunya el 2011
La climatologia a Catalunya el 2011 va superar la mitjana climàtica a tot el país, esdevenint un dels anys més càlids que s'han enregistrat a Catalunya, amb valors semblants als dels anys 2009, 2006 i 2003. Pel que fa a la precipitació acumulada, el 2011 ha estat plujós a bona part de la meitat est del país, especialment al litoral Central, mentre que ha estat un any sec a la meitat oest, sobretot al Prepirineu lleidatà.

## Resum
L'any 2011 ha estat un any càlid arreu del país. Pel que fa a la precipitació acumulada, l'any 2011 ha estat un any plujós a bona part de la meitat est de Catalunya, mentre que ha estat un any sec a la meitat oest, sobretot a l'Alt Segre, a la conca de Tremp i en punts del pla de Lleida i del delta de l'Ebre.
L'anomalia de temperatura de l'any 2011 respecte de la mitjana climàtica del període 1961-1990 s'ha situat entre +0,5 i +1,5 °C a la majoria de comarques, amb alguns valors superiors a +1,5 °C en sectors elevats del prelitoral, de l'interior i del Prepirineu. Segons la zona, la temperatura mitjana del 2011 s'ha situat lleugerament per sobre o per sota de la temperatura mitjana dels anys 2009, 2006 i 2003, que fins ara havien estat els anys més càlids enregistrats a Catalunya.
Pluviomètricament, la irregularitat espacial ha estat molt marcada, ja que l'any es pot considerar plujós a bona part de la meitat est de Catalunya, especialment a les comarques del litoral Central, així com al Montseny, a les Guilleries, al Collsacabra, al Pirineu més oriental i en punts localitzats de la Catalunya Central. En canvi, ha estat un any sec a la meitat oest del país, sobretot a l'Alt Segre, a la conca de Tremp i en punts del pla de Lleida i del delta de l'Ebre. Dins de la mateixa meitat oest, destaquen dos sectors als extrems nord i sud on la precipitació anual ha superat la mitjana climàtica i el 2011 es pot qualificar de plujós. Són el massís del Port i les zones més altes del Pallars Sobirà i la Val d'Aran.
L'evolució mensual de la temperatura indica que durant la primera meitat de l'any es van alternar mesos en què la temperatura va ser semblant a la mitjana climàtica (gener, març i juny) amb d'altres de càlids (febrer, maig) o fins i tot molt càlids (abril). En canvi, la segona meitat de l'any va començar amb un juliol especialment fresc (l'únic mes del 2011 amb una temperatura clarament inferior a la mitjana climàtica), però a partir de l'agost i fins a finals d'any tots els mesos han resultat càlids. Pel que fa a la precipitació, cal destacar que només hi ha hagut dos mesos (març i novembre) plujosos o molt plujosos a pràcticament tot Catalunya. El juliol també va ser molt plujós a bona part del país, però no a tot arreu.
També van ser irregulars el maig, el juny i l'octubre. Els 6 mesos restants han estat secs o molt secs a la major part de Catalunya, destacant el període sec d'agost fins a finals d'octubre, justament coincidint amb l'època típicament més plujosa de l'any a molts punts del país.

## Episodis destacats
1. Principal fredorada de l'any entre el 20 i el 26 de gener de 2011, amb glaçades generalitzades.[1]
2. Ventada de mestral entre el 21 i el 23 de febrer, amb ratxes màximes superiors a 120 km/h a l'extrem sud del país. Al Pirineu s'acumulen fins a 50 cm de neu nova al vessant nord.[1]
3. Nevada dèbil a cotes baixes de l'interior el 3 i 4 de març, amb gruixos de fins a 20 cm al prelitoral Sud.[1]
4. Entre l'11 i el 17 de març dos episodis de precipitacions generalitzades acumulen entre 100 i 300 mm al litoral i prelitoral i fins a més d'1 metre de neu nova al Pirineu oriental.[1]
5. Temperatura màxima superior a 30 °C a l'interior i punts del prelitoral entre el 7 i el 10 d'abril.[1]
6. Tempestes freqüents, localment fortes a l'est del país, durant el mes de juliol i principis d'agost.[1]
7. La calorada més important de l'any provoca temperatures màximes de 38 a 40 °C als indrets més càlids de l'interior entre el 16 i el 22 d'agost.[1]
8. Temperatura extraordinàriament alta, entre el 10 i el 13 d'octubre, amb màximes superiors als 30 °C al litoral, prelitoral i molts punts de l'interior.[1]
9. Successius episodis de pluja entre el 19 d'octubre i el 22 de novembre afecten tot Catalunya i acumulen fins a més de 500 mm en punts del nord-est.[1]

## Temperatura
Després que el 2010 fos un dels anys més freds de les darreres dècades a Catalunya, el 2011 ha resultat càlid arreu del país. Segons la zona, la temperatura mitjana ha quedat lleugerament per sobre o per sota de les dels anys 2009, 2006 i 2003, que fins ara han estat els anys més càlids enregistrats a Catalunya.
Tal com correspon a la realitat climàtica del país, la temperatura mitjana anual més elevada s'ha enregistrat al litoral Central i Sud, així com a les zones més baixes de la Ribera d'Ebre i en alguns sectors del cap de Creus. En aquestes àrees la temperatura mitjana anual s'ha situat entre els 16 i els 18 °C.
Dins d'aquests sectors, i tal com ha anat succeint els darrers anys, el valor més alt de totes les estacions de la XEMA correspon al centre de la ciutat de Barcelona. Aquest fet es deu bàsicament a l'elevada temperatura nocturna que provoca l'illa de calor urbana.
A l'altre extrem, la temperatura mitjana anual més baixa s'enregistra als principals relleus del país. En aquest àmbit, enguany només ha estat inferior als 10 °C al Pirineu i als cims més alts del prelitoral, mentre que per trobar una temperatura mitjana inferior als 5 °C cal anar fins a les cotes més altes del Pirineu, per damunt d'uns 2.200 metres, aproximadament.
Respecte a la mitjana climàtica de referència del període 1961-1990, l'anomalia de temperatura de l'any 2011 s'ha situat entre +0,5 i +1,5 °C a la majoria de comarques, de manera que cal parlar d'un any càlid en conjunt. Les anomalies de temperatura més importants, superiors a +1,5 °C, s'han enregistrat a zones enlairades del prelitoral, de l'interior i del Prepirineu, així com al centre de la ciutat de Barcelona.
Els indrets on l'anomalia de temperatura de l'any 2011 ha estat més discreta, amb valors que s'han situat al voltant de +0,5 °C, han estat algunes fondalades de l'interior i punts de l'extrem sud del litoral.
Pel que fa als episodis de temperatura més baixa enregistrats durant l'any 2011, cal destacar gairebé exclusivament la fredorada que va afectar Catalunya entre els dies 20 i 26 de gener. Com sol passar en les invasions d'aire fred, la baixada de temperatura es va notar en un primer moment a les àrees d'alta muntanya. En aquest àmbit, la temperatura mínima del 2011 es va enregistrar els dies 21 i 22 de gener, i molt puntualment el dia 23. Concretament, el valor més baix de l'any a les estacions de la XEMA van ser els -19,1 °C de la matinada del 22 de gener a Sasseuva (2.228 m), a la comarca de la Val d'Aran. En qualsevol cas, no va ser una invasió d'aire fred excepcional a l'alta muntanya, ja que només cal anar fins a l'any 2010 per trobar almenys dos episodis amb temperatures inferiors en aquesta zona.
El ràpid afebliment del vent i l'absència de nuvolositat a la major part del país van permetre que a les matinades dels dies 22 i 23 de gener les glaçades fossin generals, afectant fins i tot bona part del litoral.
Concretament, a l'interior del país i a les valls del Pirineu es van enregistrar els valors més baixos de l'any 2011 durant les primeres hores del dia 23 de gener. A partir d'aleshores es va produir una pujada clara de la temperatura a les zones de muntanya, però l'aire fred va quedar estancat a les zones més baixes del país, de manera que a la major part del litoral i prelitoral, així com en algunes fondalades de l'interior, la temperatura mínima de l'any es va assolir durant la matinada dels dies 24, 25 i 26 de gener.
Tot i que en general no va ser un episodi de fred excepcional, el cel serè i l'absència de vent va facilitar que algunes estacions enregistressin la temperatura més baixa de tota la seva sèrie, com va ser el cas de 7 de les 119 estacions de la XEMA amb més de 10 anys de dades disponibles, totes situades al litoral i prelitoral de la meitat sud del país. La taula 4 mostra la temperatura mínima absoluta enregistrada en aquestes estacions l'any 2011, juntament amb la data d'inici de la sèrie, l'anterior temperatura més baixa de la sèrie i la data en què es va assolir. Convé esmentar que en els casos d'Alcanar i Cerdanyola del Vallès aquests valors s'han tornat a superar durant l'onada de fred del febrer del 2012.
A banda de l'episodi de fred del 20 al 26 de gener, al llarg del 2011 no s'ha produït cap altra fredorada destacable, com demostra el fet que la temperatura mínima de l'any es va produir durant l'episodi esmentat a tot el país sense excepció.

### Dies de glaçada
El caràcter càlid de l'any 2011 s'ha notat en el nombre de dies de glaçada, ja que s'ha situat en valors més aviat baixos, especialment en comparació amb l'any 2010, quan el nombre de dies de glaçada va ser elevat a Catalunya.
Els mesos hivernals van ser càlids a bona part del país, sobretot prop del litoral i a les àrees de muntanya. En canvi, a les comarques de ponent i a la majoria de fondalades de l'interior la temperatura es va situar en valors propers a la mitjana climàtica, de manera que en aquests sectors el nombre de dies de glaçada no ha estat especialment baix.
Durant l'any 2011 va arribar a glaçar almenys 1 dia arreu del país, amb l'excepció del centre de la ciutat de Barcelona, on l'illa de calor urbana impedeix notablement el refredament nocturn. A la resta del litoral, totes les estacions han enregistrat glaçades, encara que amb un nombre molt variat. En general, hi ha hagut entre 1 i 10 dies de glaçada a la meitat sud del litoral, i cal destacar que en algunes estacions d'aquest sector només hi va arribar a glaçar puntualment durant la fredorada del 20 al 26 de gener. A la meitat nord del litoral, on les glaçades són un fenomen més freqüent, s'han enregistrat en conjunt entre 10 i 20 dies de glaçada, tot i que a l'àrea del cap de Creus, on el vent bufa més sovint, hi ha glaçat menys de 5 dies en tot l'any.
Pel que fa a l'interior, la inversió tèrmica nocturna, típica de les nits amb vent en calma i cel serè, s'ha fet notar en el fet que el nombre de glaçades ha estat clarament més alt a les fondalades que no pas a les zones elevades. Per exemple, s'han enregistrat més de 50 dies de glaçada a molts punts del pla de Lleida, del Pla de Bages o de la plana de Vic. En canvi, ha glaçat entre 20 i 30 dies a moltes zones enlairades de la Catalunya Central o de l'altiplà Central.
Lògicament, el major nombre de dies de glaçada s'ha produït a l'alta muntanya pirinenca, on ha glaçat entre 150 i 200 dies a les estacions situades entre 2.000 i 2.500 m d'altitud. Fora de l'alta muntanya, el nombre de dies de glaçada ha estat molt variable. Per exemple, s'ha situat en poc més de 50 dies a Vielha (la Val d'Aran), mentre que ha oscil·lat entre 80 i 100 dies a la majoria d'estacions del vessant sud i del Prepirineu situades a fons de vall. A l'EMA de Das, ubicada al bell mig de la plana de la Cerdanya a 1.097 metres d'altitud, les nits són especialment fredes i hi ha hagut gairebé 149 dies de glaçada durant el 2011, igualant el nombre de dies de glaçada de les estacions situades per sobre dels 2.000 metres a la mateixa comarca.

### Principals episodis de calor
Pel que fa a la temperatura més alta assolida durant l'any 2011, cal destacar que s'han enregistrat valors clarament més elevats a l'interior del país que no pas prop de la costa. Aquest fet, que és una característica típica de l'estiu mediterrani, no s'havia produït en anys anteriors, ja que els valors de temperatura màxima absoluta dels anys 2009 i 2010 van fregar els 40 °C tant en punts de l'interior com en molts sectors del litoral i prelitoral. En canvi, si bé durant el 2011 s'han arribat a superar els 40 °C als indrets típicament més càlids del país, la temperatura màxima anual només ha superat lleugerament els 30 °C a bona part del litoral català.
Entre els episodis que han provocat temperatures més elevades durant l'any 2011 destaca molt especialment la calorada que va afectar Catalunya entre els dies 16 i 22 d'agost, quan es va produir una advecció d'aire càlid a nivells baixos provinent del nord d'Àfrica que va afectar bona part de la Mediterrània occidental i que va provocar temperatures de l'ordre de 24 °C a 850 hPa (uns 1.500 m d'altura, aproximadament) els dies 20 i 21. Aquesta massa d'aire tan càlid es va començar a retirar cap al Mediterrani a partir del dia 22, afavorint una progressiva baixada de la temperatura a l'interior i al Pirineu, que no va ser perceptible al litoral fins al dia 23.
Les temperatures màximes de l'episodi, amb valors entre els 38 °C i els 40 °C, es van enregistrar en zones baixes de l'interior (pla de Lleida, Pla de Bages o plana de Vic) i a les valls del Prepirineu més occidental (vall del Segre i conca de Tremp). En canvi, cal destacar que el règim de marinada present a les comarques del litoral va mantenir la temperatura diürna relativament baixa arran de mar, amb temperatures màximes properes als 30 °C i amb una humitat relativa elevada. Només en alguns sectors del litoral Central i de la Costa Brava es van enregistrar puntualment temperatures màximes properes als 35 °C.

### Context tèrmic mundial
A escala planetària, l'any 2011 ha estat el desè més càlid des del 1850, quan s'inicien els registres instrumentals, segons dades de l'Organització Meteorològica Mundial (WMO). L'anomalia de temperatura d'aquest 2011 ha estat de +0,41 ± 0,11 °C respecte de la mitjana del període 1961-1990. L'any més càlid enregistrat a escala global va ser el 2010, quan l'anomalia va ser de +0,5 °C.
Per la seva banda, la nord-americana NOAA (National Oceanic and Atmospheric Administration) ha qualificat l'any 2011 com l'onzè any més càlid de la sèrie iniciada l'any 1880 a escala planetària, amb una anomalia de temperatura de +0,51 °C per sobre de la mitjana del segle xx.
Pel que fa a la distribució de les anomalies de temperatura al conjunt del planeta durant aquest 2011, aquest ha estat un any especialment càlid a l'hemisferi nord, sobretot a les latituds més elevades. Així, les anomalies més importants s'han produït al nord del continent asiàtic, i en menor mesura a bona part d'Europa i d'Amèrica del Nord.

## Precipitacions
Pel que fa a la precipitació acumulada, l'any 2011 ha tingut un comportament força contrastat entre les
comarques de la meitat oriental i occidental del país. Ha estat un any plujós a bona part de la meitat est
de Catalunya, especialment a les comarques del litoral Central, així com al Montseny, a les Guilleries, al
Collsacabra, al Pirineu més oriental i en algun punt localitzat de la Catalunya Central. En canvi, ha estat
un any sec a la meitat oest del país, sobretot a l'Alt Segre, a la conca de Tremp i en punts del pla de
Lleida i del delta de l'Ebre. Dins de la mateixa meitat oest, destaquen dos sectors als extrems nord i sud
on la precipitació anual ha superat la mitjana climàtica i el 2011 es pot qualificar de plujós. Són el massís
del Port i les zones més altes del Pallars Sobirà i la Val d'Aran.
La quantitat de precipitació que s'ha acumulat al llarg del 2011 mostra la gran irregularitat espacial de la
pluviometria a Catalunya. Les quantitats més extremes cal situar-les a les zones més baixes del pla de
Lleida, on s'han acumulat entre 250 i 300 mm, mentre que la precipitació anual ha superat els 1.400 mm
en punts de la vall de Camprodon (el Ripollès), de la Vall d'en Bas (la Garrotxa), als cims del Montseny i a
les cotes més altes del Pallars Sobirà i la Val d'Aran.
A banda de les quantitats més extremes, cal destacar les zones següents on s'han superat els 1.000 mm
de precipitació anual: el sector més oriental del Pirineu i Prepirineu, el Collsacabra, les Guilleries, el
massís del Montseny, les cotes més altes del Pirineu occidental i el massís dels Ports. D'altra banda, cal
destacar que la precipitació del 2011 ha superat els 800 mm a la resta del quadrant nord-est del país
(excepte a la franja litoral), a l'Alt Berguedà, al Barcelonès i en alguns punts del prelitoral Central.
Cal destacar que la precipitació acumulada ha superat la mitjana climàtica en zones on aquesta ja és
elevada, com ara al Pirineu oriental i a les comarques del nord-est. En canvi, ha quedat clarament per sota precisament a les zones on la mitjana climàtica és més escassa, com és el cas de les comarques de
ponent. D'aquesta manera, el 2011 s'ha accentuat la irregularitat pluviomètrica pròpia del clima de
Catalunya. Un exemple d'aquesta irregularitat ha estat la precipitació recollida a dues comarques
pirinenques veïnes, com són la Cerdanya i el Ripollès. Si bé a la primera el dèficit pluviomètric ha estat
notable, a la segona s'hi ha enregistrat la precipitació més abundant del país, de manera que hi ha més
de 1.000 mm de diferència entre la precipitació recollida al llarg del 2011 al fons de la Cerdanya (442,9
mm a Das) i la d'algunes valls del Ripollès (1.487,2 mm a Sant Pau de Segúries).
Si bé les quantitats de precipitació acumulada en 24 hores superiors als 100 mm coincideixen amb els
principals episodis de precipitació al llarg de l'any, les intensitats de precipitació més elevades (precipitació
màxima acumulada en només un minut) s'han enregistrat en tempestes més aviat localitzades i en dates
que no corresponen amb els esmentats episodis que han provocat les precipitacions més abundants al llarg
de l'any. La taula 12 mostra les estacions que han enregistrat una precipitació màxima superior a 4 mm en
només 1 minut. Les dates en què s'han assolit aquestes intensitats tan importants van des del mes d'abril i
fins al novembre, de manera que cap correspon als mesos hivernals. D'altra banda, són estacions situades
des del litoral fins al Pirineu oriental, passant pel prelitoral i la Catalunya Central.
L'any 2011 va començar amb gruixos de neu de 50 a 100 cm a les estacions de la Val d'Aran i l'extrem
nord del Pallars Sobirà. En canvi, a la resta del Pirineu, la coberta de neu va ser d'un gruix molt inferior o
fins i tot inexistent al llarg dels mesos de gener i febrer. No va ser fins als episodis de precipitació del
mes de març quan el gruix de neu va augmentar clarament a tot el Pirineu. Entre els dies 11 i 17 de març
es va acumular fins a més d'1 metre de neu nova al Pirineu oriental i va ser aleshores quan es va assolir
el gruix de neu màxim de tot el 2011 a la majoria d'estacions, tal com mostra la taula 13.
A partir de llavors, la primavera va ser càlida i va accelerar la fusió de la neu, que havia desaparegut de totes les estacions entre principis d'abril i principis de maig, abans que en anys anteriors. L'1 de juny va tornar a nevar al Pirineu, fins a 20 cm al Ripollès, però la neu es va mantenir poques hores a terra.
L'absència de neu dels mesos estiuencs es va allargar fins a finals d'octubre, després d'uns mesos d'agost i setembre càlids i molt secs al Pirineu. A partir de llavors, i coincidint amb els successius episodis de precipitació que van afectar Catalunya entre finals d'octubre i de novembre, el gruix de neu va anar augmentant a bona part de la serralada. Es van superar els 50 cm de neu a les estacions situades a major altitud del Pallars Sobirà i l'Alta Ribagorça, així com a Ulldeter (2.410 m), al Ripollès. Finalment, durant el mes de desembre, només es van produir nevades destacables al vessant nord del Pirineu, de manera que el gruix de neu només va augmentar a les estacions de la Val d'Aran i a l'extrem nord del Pallars Sobirà, acumulant fins a més de 150 cm de Certascan (2.400 m), al Pallars Sobirà.
Fora del Pirineu, durant l'any 2011 no s'han produït nevades importants a cotes baixes a Catalunya. L'episodi més destacat de precipitacions en forma de neu a cotes relativament baixes de l'interior i del prelitoral va ser el dels dies 3 i 4 de març. El dia 3 es van produir nevades dèbils per damunt d'uns 500 metres a la meitat nord del país, amb gruixos inferiors als 5 cm en conjunt i de fins a 14 cm a l'EMA de Puig Sesolles (1.668 m), que està ubicada al massís del Montseny, a la comarca del Vallès Oriental. L'endemà, les precipitacions es van traslladar cap a les muntanyes del sud del país. Les EMA del PN dels Ports (1.055 m, al Baix Ebre) i de Prades (969 m, al Baix Camp), van enregistrar gruixos de 28 cm i 20 cm, respectivament. La neu també va agafar a Horta de Sant Joan (la Terra Alta), on es va observar un gruix de neu de 7 cm.

## Anàlisi mensual

### Gener
El mes de gener del 2011 va ser termomètricament normal o fred a gran part de Catalunya, tret de punts
del litoral Central i de la Catalunya Central on el mes va ser càlid. Entre els dies 20 i 26 de gener de 2011 es
va produir una fredorada que va fer que s'assolís la temperatura més baixa de l'any a totes les comarques,
amb glaçades nocturnes generalitzades. Fins i tot, algunes estacions del litoral Sud amb més de 20 anys de
dades van enregistrar la temperatura més baixa de la sèrie.
Pluviomètricament, el gener va ser sec a gran part del territori, i fins i tot molt sec a punts de la depressió
Central, del massís del Montseny, del Prepirineu i de la Val d'Aran. En canvi, va ser un mes plujós a la Costa
Brava i en punts del litoral Sud. L'episodi de precipitacions més destacat del mes es va produir entre els dies
27 i 31, quan es van acumular més de 50 mm en punts del litoral. Va nevar al Pirineu, Prepirineu i zones
altes de la Catalunya Central i prelitoral, amb gruixos inferiors als 10 cm en conjunt.

### Febrer
El mes de febrer del 2011 va ser càlid a gran part de Catalunya, especialment al Pirineu i Prepirineu, mentre
que en punts de la Costa Brava i de la depressió Central va ser un mes termomètricament normal. D'altra banda, va ser un mes sec a gran part del territori, i fins i tot molt sec al terç nord del país i a l'extrem sud. En canvi, a la Val d'Aran i a les parts més elevades del Pallars Sobirà el mes va ser plujós.
Cal destacar l'episodi de vent fort que va afectar el Principat entre els dies 21 i 23, amb ratxes màximes
superiors als 120 km/h a les Terres de l'Ebre, l'Alt Empordà i les zones més elevades del Pirineu i Prepirineu.
Durant aquest episodi va nevar a tot el Pirineu, especialment al vessant nord, on es van acumular fins a
més de 50 cm de neu nova.

### Març
El mes de març va ser molt plujós a gran part del territori, a excepció d'alguns sectors del quadrant nord-oest,
on el març no va passar de plujós. La precipitació acumulada va superar en general els 100 mm,
excepte a les comarques de ponent, i fins i tot els 200 mm al Pirineu més oriental, Guilleries, Collsacabra,
Montseny, zones altes del Maresme i massís dels Ports. A l'Observatori Fabra de Barcelona, amb dades des
del 1914, ha estat el març més plujós de tota la sèrie. La major part de la precipitació mensual es va recollir
durant el doble episodi dels dies 11-13 i 14-17, quan d'altra banda es va acumular fins a més d'1 metre de
neu nova al Pirineu oriental. Pel que fa a precipitacions en forma de neu en cotes baixes, es van acumular
fins a 5 cm per damunt d'uns 500 m a l'interior de la meitat nord el dia 3 i fins a més de 20 cm en zones
elevades del prelitoral tarragoní el dia 4.
Termomètricament, el mes va ser normal a gran part del país, si bé a punts de la conca de Tremp, interior
de Catalunya i litoral Central el mes va ser lleugerament càlid. En canvi, al massís dels Ports i a punts del
quadrant nord-est, el mes va ser lleugerament fred.

### Abril
L'abril del 2011 va ser termomètricament càlid a gran part del país, i fins i tot molt càlid a àmplies zones del
Pirineu, del Prepirineu, de la depressió Central i a punts del litoral i prelitoral Central. El més destacat del
mes va ser l'elevada temperatura dels dies 7 al 10, quan aire molt càlid procedent del continent africà va
afectar la Mediterrània occidental i la temperatura màxima va superar els 30 °C a les comarques de ponent,
un fet excepcional en una primera quinzena d'abril. Algunes estacions amb més de 20 anys de dades van
enregistrar la temperatura més alta en el mes d'abril.
Pluviomètricament, el mes va ser sec a gran part del territori, i fins i tot molt sec a punts del litoral Central i
Nord, comarca de la Noguera i la conca de Tremp. En canvi, a l'extrem sud del país i l'àrea litoral de la
comarca del Baix Penedès l'abril s‘ha de qualificar de plujós, i de molt plujós al massís dels Ports. En aquest
darrer sector, s'hi van enregistrar més de 100 mm entre el 19 i el 26 d'abril.

### Maig
El maig del 2011 va ser un altre mes càlid arreu del país, i molt càlid a punts del Prepirineu occidental i de la depressió Central.
Pluviomètricament, el mes de maig va estar marcat per la irregularitat pluviomètrica causada per les
tempestes que van afectar el Principat. D'aquesta manera, el maig va ser sec a gran part del territori, i fins i
tot molt sec al cap de Creus i a punts de la Costa Brava. En canvi, a àmplies zones del Pirineu i del
Prepirineu, i a punts de l'altiplà Central, de la plana de Lleida, i del litoral i prelitoral Central, el mes s'ha de
qualificar de normal o fins i tot plujós. Cal destacar l'episodi de precipitacions del dia 11 al 15, quan es van
acumular entre 50 i 100 mm a bona part de l'interior del nord-est. D'altra banda, el dia 31 de maig hi va
haver tempestes localment molt intenses, especialment al prelitoral Central.

### Juny
El juny del 2011 va trencar la dinàmica dels dos mesos càlids anteriors i va ser termomètricament normal o
lleugerament fred a gran part del país, si bé lleugerament càlid a la Terra Alta, la Cerdanya, punts del nord-est,
de la depressió Central i del litoral Central. Cal destacar que el dia 1 es va enregistrar la temperatura
mínima més baixa en un mes de juny almenys dels darrers 15 anys a les estacions d'alta muntanya. A més
a més, es van produir nevades al Pirineu, amb gruixos de fins a 25 cm a les cotes més altes del Ripollès.
Pluviomètricament, el mes va tornar a ser molt irregular, essent molt plujós a àmplies zones del litoral i
prelitoral Central, a la Catalunya Central i a la ciutat de Tarragona. En canvi, va ser molt sec a punts de la
depressió de l'Ebre.
Durant la primera quinzena del mes l'ambient va ser fresc en conjunt i la inestabilitat va ser notable, amb
tempestes localment fortes, preferentment a la meitat nord del país. En canvi, durant la segona quinzena
l'ambient es va anar fent més estiuenc, amb tempestes més aïllades.

### Juliol
El juliol del 2011 va ser el més fred a Catalunya des de l'any 1997 i no es va produir cap calorada important
al llarg de tot el mes.
D'altra banda, va ser un mes molt plujós al quadrant nord-est i a punts de la Costa Daurada i de la Ribera
d'Ebre. En canvi, el mes va ser sec a àmplies zones de la depressió Central, del Pirineu i del Prepirineu
occidental, així com a l'extrem sud del litoral. Entre les moltes jornades en què s'hi van produir
precipitacions localment abundants, sovint a la meitat nord del país, destaquen les quantitats acumulades el
dia 26, quan es van superar els 100 mm en punts de l'interior del nord-est.
Cal remarcar les fortes ventades que es van produir durant la tempesta del dia 30 al litoral Central i que van
provocar desperfectes a la ciutat de Barcelona. A l'Observatori Fabra de Barcelona es va enregistrar una
ratxa màxima de 114,1 km/h, la més forta des del 3 de setembre de 2004.

### Agost
El mes d'agost del 2011 va ser càlid a gran part del país, sobretot a les comarques de l'interior. En canvi, va
ser un mes normal o fins i tot lleugerament fred a la Costa Brava. També va resultar termomètricament
normal en alguns sectors de la resta del litoral i prelitoral, especialment del delta de l'Ebre i de les zones
més baixes del Vallès. Entre els dies 16 i 22 es va produir la calorada més important de l'any a Catalunya,
amb temperatures màximes properes o lleugerament superiors als 40 °C als sectors més càlids de l'interior.
En canvi, l'acció de la marinada va mantenir la temperatura màxima clarament per sota dels 35 °C al litoral.
En molts sectors de l'interior no s'enregistraven temperatures màximes tan elevades des de l'agost del
2007 i puntualment des de l'agost del 2003.
Pluviomètricament, l'agost va ser molt sec a la major part de Catalunya. Només en dos sectors diferenciats
del Pirineu la precipitació mensual va assolir o superar lleugerament la mitjana climàtica, com són el tram
més alt del riu Ter i el vessant sud del Pirineu occidental. Cal retrocedir fins a l'any 2001 per trobar un agost
amb una precipitació tan escassa en una àrea tan extensa del país.

### Setembre
El mes de setembre va tornar a ser càlid a gran part del país, sobretot al Prepirineu, punts del litoral i
prelitoral Central, algunes zones de l'altiplà Central i al pla de Lleida, al tram més alt de la conca del Freser i
interior de la comarca de l'Alt Empordà. Cal retrocedir fins a l'any 1987 per trobar un setembre més càlid.
Destaca la calorada que va afectar Catalunya entre els dies 7 i 12, amb temperatures màximes puntualment
superiors als 35 °C a la depressió Central i la Ribera d'Ebre. Durant aquest episodi algunes estacions de la
Ribera d'Ebre i del nord-est del país amb més de 10 anys de dades van enregistrar la temperatura màxima
més alta en un mes de setembre.
Pluviomètricament, el setembre va ser novament molt sec a la major part de Catalunya. La precipitació
mensual només va assolir o superar lleugerament la mitjana climàtica a la Garrotxa i algun punt del nord
del Baix Empordà. Destaca especialment la precipitació del dia 18, quan es van acumular més de 50 mm en
punts de l'interior del nord-est.

### Octubre
El mes d'octubre del 2011 va ser un altre mes càlid a gran part del país, sobretot al Prepirineu, la Catalunya
Central i punts del litoral i prelitoral Central. En canvi, va ser termomètricament normal a la Costa Brava, al
Pirineu oriental i a punts del pla de Lleida. Durant la primera quinzena d'octubre es van produir dos episodis de temperatures molt elevades a Catalunya, el primer del dia 3 al 5 i el segon del 10 al 13. Aquest últim va ser molt destacat, ja que la temperatura màxima va superar els 30 °C a totes les comarques del litoral i del
prelitoral, a la Catalunya Central i fins i tot en algunes valls del Pirineu i Prepirineu. A l'Observatori Fabra de
Barcelona es va enregistrar una temperatura màxima de 32,4 °C el dia 12, el valor més alt en un mes
d'octubre des de l'inici de la sèrie, l'any 1913.
Pluviomètricament, l'octubre va trencar la dinàmica de mesos secs a gairebé tot el país i va resultar un mes
molt plujós a punts de la Costa Brava, litoral Nord del Maresme i en algun punt a cavall del Baix Camp i del
Tarragonès. Al litoral i prelitoral Central i Nord i punts del vessant sud del Pirineu el mes va ser plujós o
normal. A la resta, el mes va tornar a ser sec, i fins i tot molt sec a les Terres de l'Ebre. La primera quinzena
del mes va continuar marcada per l'absència de precipitacions, però a partir del dia 19 es va iniciar una
successió d'episodis de pluja que durant 5 setmanes van afectar tot el país, amb diverses jornades en què
es van acumular més de 100 mm en punts del litoral i prelitoral.

### Novembre
Per quart mes consecutiu, el novembre va ser un mes càlid a gran part del país, i fins i tot molt càlid a gran
part del Prepirineu, l'altiplà Central, la Catalunya Central i punts de la comarca del Segrià. De totes
maneres, en aquesta ocasió no va ser perquè es produïssin episodis amb temperatures molt elevades, sinó
per les masses d'aire càlid i humit del sud i sud-est que van afectar Catalunya, acompanyant els episodis de
precipitació. En temperatura mitjana, el novembre va ser un dels més càlids de les darreres dècades a
Catalunya, si bé encara ho havia estat més el novembre del 2006.
Pluviomètricament, el novembre va ser molt plujós a gran part del país, tot i que no va passar de plujós al
Pirineu i Prepirineu occidental, al delta de l'Ebre, a l'extrem més occidental de les comarques del Segrià i de
la Terra Alta, així com a punts del litoral i prelitoral Sud i del massís del Garraf. D'altra banda, el novembre
va ser pluviomètricament normal al tram més alt del riu Segre. Cal remuntar-se fins a l'any 1983 per trobar
un novembre més plujós a Catalunya. Des de principis de mes i fins al dia 22 es van encadenar diversos
episodis de precipitació que van afectar principalment les comarques del litoral i prelitoral, així com alguns
punts del Pirineu. Al llarg del mes la precipitació acumulada va ser de més de 200 mm al quadrant nord-est,
extrem sud i zones altes del Pirineu occidental. Com a valor extrem, al cim del Montseny s'hi van acumular
més de 500 mm.

### Desembre
Tal com ja havia passat els 4 mesos anteriors, el desembre del 2011 va tornar a ser càlid a gran part del
país, a excepció del tram mitjà del riu Segre, la conca de Tremp, algunes fondalades de l'Alt Berguedà i
punts de la Costa Brava on el mes va ser normal.
Pluviomètricament, el desembre va ser molt sec a gran part del país, a excepció de l'extrem nord-oest, on
va ser normal o plujós, i, fins i tot, molt plujós en zones elevades de la Val d'Aran.
L'episodi més destacat del mes va deixar una nevada destacable al Pirineu i fortes ratxes de vent als indrets
típicament més ventosos del país entre els dies 15 i 21. La nevada va deixar en general més de 20 cm de
neu a les cotes altes de la Val d'Aran i zones properes, amb un màxim molt destacat de 102 cm a Certascan
(2.400 m), a la comarca del Pallars Sobirà.